# Dobai István (jogász)
Dobai István (Nagyvárad, 1924. május 21. – Mikepércs, 2021. július 29.) erdélyi jogász, 1956-os elítélt.

## Életpályája
Tanulmányait a Bolyai Tudományegyetemen végezte jog és közgazdaságtan szakon. Tanársegédként dolgozott az egyetemen az 1948-as kommunista tanügyi reformig. Nemzetközi jogból doktorált 1948-ban. Utána munkásként dolgozott. 1956-ban kidolgozója volt az ENSZ-hez küldendő memorandumnak, amiért életfogytiglani kényszermunkára ítélték. 1964-ben amnesztiával szabadult, de soha nem rehabilitálták. 1986-os nyugdíjazásáig kényszermunkásként dolgozott.

## Munkássága
Jogelméleti, nemzetiségi- és egyházjogi tanulmányokat, könyveket jelentetett meg, többnyire álnéven.

### Művei
- Az 1944. évi szeptember hó 12-én aláírt román fegyverszüneti egyezmény; Jordáky Ny., Kolozsvár, 1946 (Bolyai Demokratikus Diákszövetség tudományos kiadványai)
- Gesta hominum. Tűnődések a történelemről. Dobai István börtönelőadásai. 1. Általános bevezetés. Az újkor elévülése; Kolozsvár, s.n., 1993
- Tűnődések a történelemről, azaz a mérhetetlen élet és az ember viszonyáról, különös figyelemmel Európára és a magyarokra, 1-2.; Püski, Bp., 2004
- Múlandó Szilágyság. Művelődéstörténeti tárcadolgozatok; RegunPress, Kolozsvár–Üllő, 2007
- Krisztus erdélyi mandátuma (Erdélyi üzenet sorozat I.), 2008
- Boldogok a békességre igyekezők. Útkeresés a gyűlölet zátonyai között. 1. Emlékezés az elmúlt Európára. Az európai jogrend utolsó sikere: a békeszerződések felülvizsgálata; Püski, Bp., 2015
- A Testvériség forradalma (Erdélyi üzenet sorozat III.)
- Az eszmei nemzet alkotmánya (Erdélyi üzenet sorozat IV.)

## Kitüntetései
- A Magyar Érdemrend lovagkeresztje (2014)